# بارکر هایتس (کارولینای شمالی)
بارکر هایتس (به انگلیسی: Barker Heights) شهری در ایالت کارولینای شمالی کشور ایالات متحده آمریکا است که جمعیت آن در سرشماری سال ۲۰۱۰ میلادی، ۱٬۲۵۴ نفر بوده‌است.